# Abbazia di San Martino a Tifi
L'abbazia di San Martino a Tifi è un edificio sacro che si trova in località Tifi, nel comune di Caprese Michelangelo, in provincia di Arezzo.

## Storia e descrizione
Antica abbazia camaldolese fondata dallo stesso Romualdo, è menzionata per la prima volta nel 1057 sotto il titolo dei Santi Martino e Bartolomeo in loco Tiphios. Divenuta di patronato dei conti di Galbino, la badia fu arricchita di beni con continue donazioni avvenute tra il 1088 e il 1105. Nel 1439 con bolla di papa Eugenio IV fu unita al monastero di Santa Maria a Dicciano, per essere poi soppressa nel 1808 e divenire chiesa semplice.
Dalla chiesa, caratterizzata da un organismo semplice ad unica navata, proviene il trittico con la Madonna tra santi di Giuliano Amidei (1475), oggi visibile presso il Museo Casa Natale di Michelangelo Buonarroti a Caprese.